# Trnava
Trnava ([ˈtr̩naʋa]ⓘ en húngaro: Nagyszombat) o Tirnavia es una ciudad ubicada en Eslovaquia, en la zona occidental del país, capital del kraj homónimo, conocida como la Roma eslovaca. Está situada a 45 km al noreste de la capital Bratislava.
Originalmente la ciudad y toda la región perteneció al Reino de Hungría desde su fundación en el año 1000 hasta después de la Primera Guerra Mundial en 1919, cuando pasó a formar parte de la recientemente creada Checoslovaquia. 
El 6 de mayo de 1635 el arzobispo húngaro Pedro Pázmány fundó una universidad en esta ciudad, la cual se convirtió en la primera en la época moderna en el reino de Hungría y el más importante centro cultural del país. Junto a la universidad funcionaba también una imprenta y una biblioteca. Posteriormente, la universidad fue mudada a Budapest en 1777, tras lo cual su organismo sucesor será la universidad conocida actualmente como ELTE. 
Actualmente, Trnava es conocida por su industria de transformados metálicos y alimentaria, en particular azúcar y chocolate. Trnava dispone de una central nuclear y de una planta de fabricación de automóviles del Groupe PSA, donde se ensamblan el Peugeot 208, el Citroën C3 Picasso y el nuevo Citroën C3. 
Entre sus monumentos destacan la catedral gótica de San Nicolás, del siglo XIV, el museo y la iglesia barroca de San Juan Bautista (siglos XVII-XVIII).

## Demografía
| Año        | 1994   | 2004    | 2014    | 2024    |
| ---------- | ------ | ------- | ------- | ------- |
| Población  | 70 017 | 69 140  | 65 713  | 63 180  |
| Diferencia |        | −1,25 % | −4,95 % | −3,85 % |

| Año        | 2023   | 2024    |
| ---------- | ------ | ------- |
| Población  | 62 955 | 63 180  |
| Diferencia |        | +0,35 % |

## Deporte

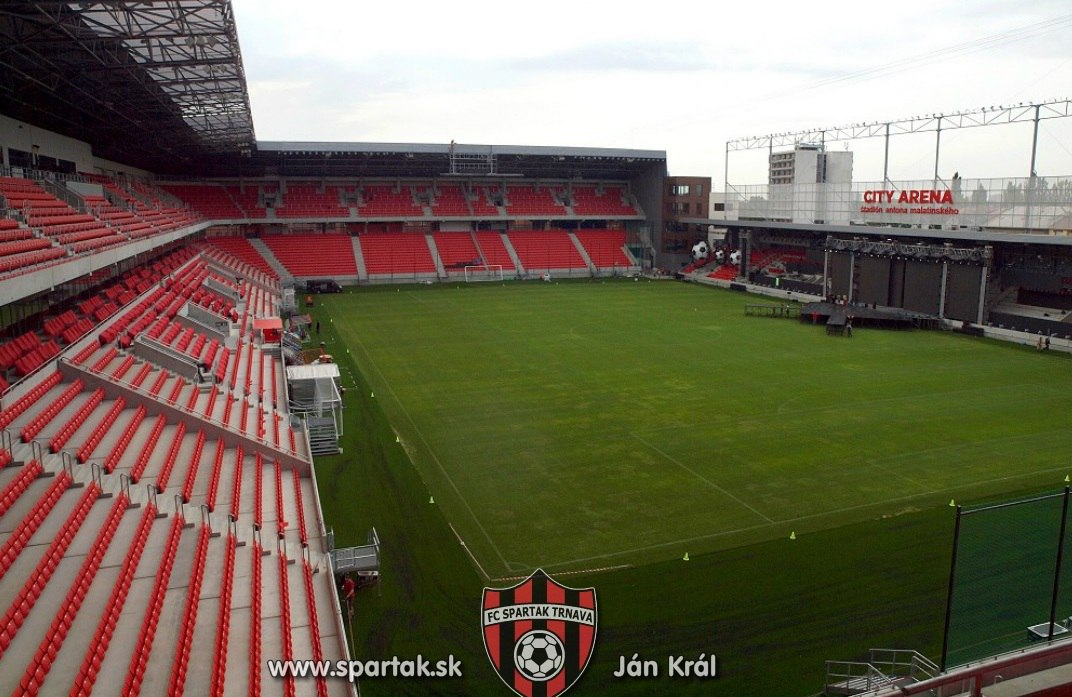
Estadio FC Spartak Trnava. El segundo más grande de Eslovaquia.

- FC Spartak Trnava juega en la Superliga de Eslovaquia, la Copa de Eslovaquia y la Supercopa de Eslovaquia y su estadio es el Štadión Antona Malatinského.
- HK Trnava juega 1. Slovak Liga y su estadio es el Estadio de hielo de Trnava.
- FK Lokomotíva Trnava juega en la Ⅲ trieda A y su sede es el Estadio FK Lokomotiva Trnava con capacidad para 500 espectadores.
- Trnava Bulldogs
- Trnava Sabers
- RC Spartak Trnava
- HK 47 Trnava